# Wolfgang-Adam Töpffer
Wolfgang-Adam Töpffer, també Adam-Wolfgang o simplement Adam Töpffer (Ginebra, 20 de maig de 1766 - 10 d'agost de 1847) va ser un pintor suís especialitzat en paisatges i aquarel·les. El seu fill era el conegut il·lustrador i dibuixant, Rodolphe Töpffer, que de vegades és anomenat el "pare del còmic".

## Biografia

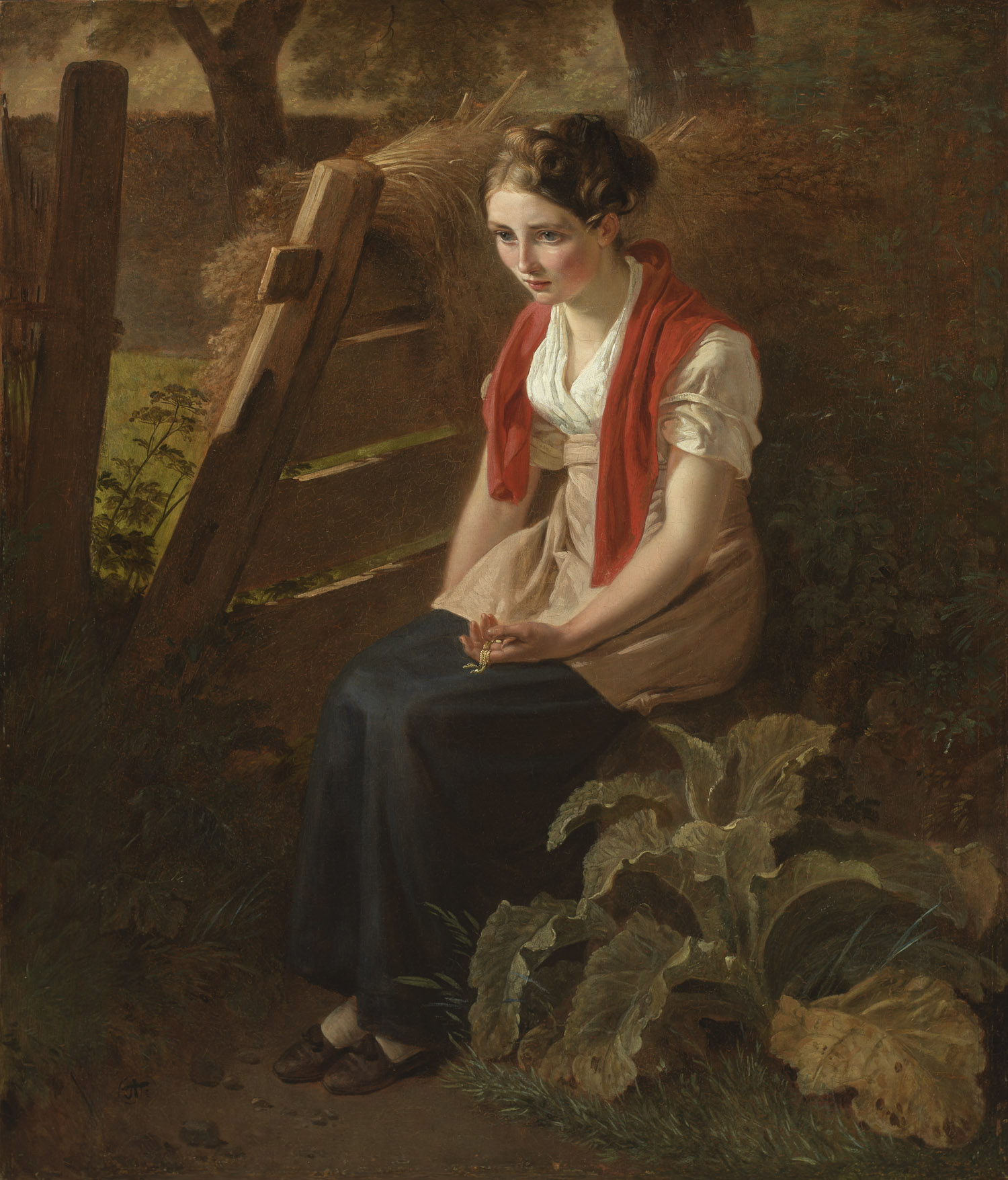
El collaret trencat

Era fill d'un sastre alemany de Schweinfurt, que havia anat a treballar a la República de Ginebra per uns anys, però va decidir quedar-se i esdevenir ciutadà. Després de mostrar un cert talent per a l'art, va ser aprenent de gravador i més tard va estudiar a la "Societat de les Arts".
Va treballar com a gravador a Lausana durant un breu temps, després va fer una expedició alpina amb Horace-Bénédict de Saussure; fent esbossos. El 1786, els membres de la Societat, impressionats pel seu treball, li van recomanar que anés a estudiar a París i li van oferir una beca. Estant allà, va assistir a l'École des Beaux-Arts, on va estudiar amb Nicolas de Launay i va aprendre la tècnica de l'aquarel·la de Jean-Thomas Thibault.

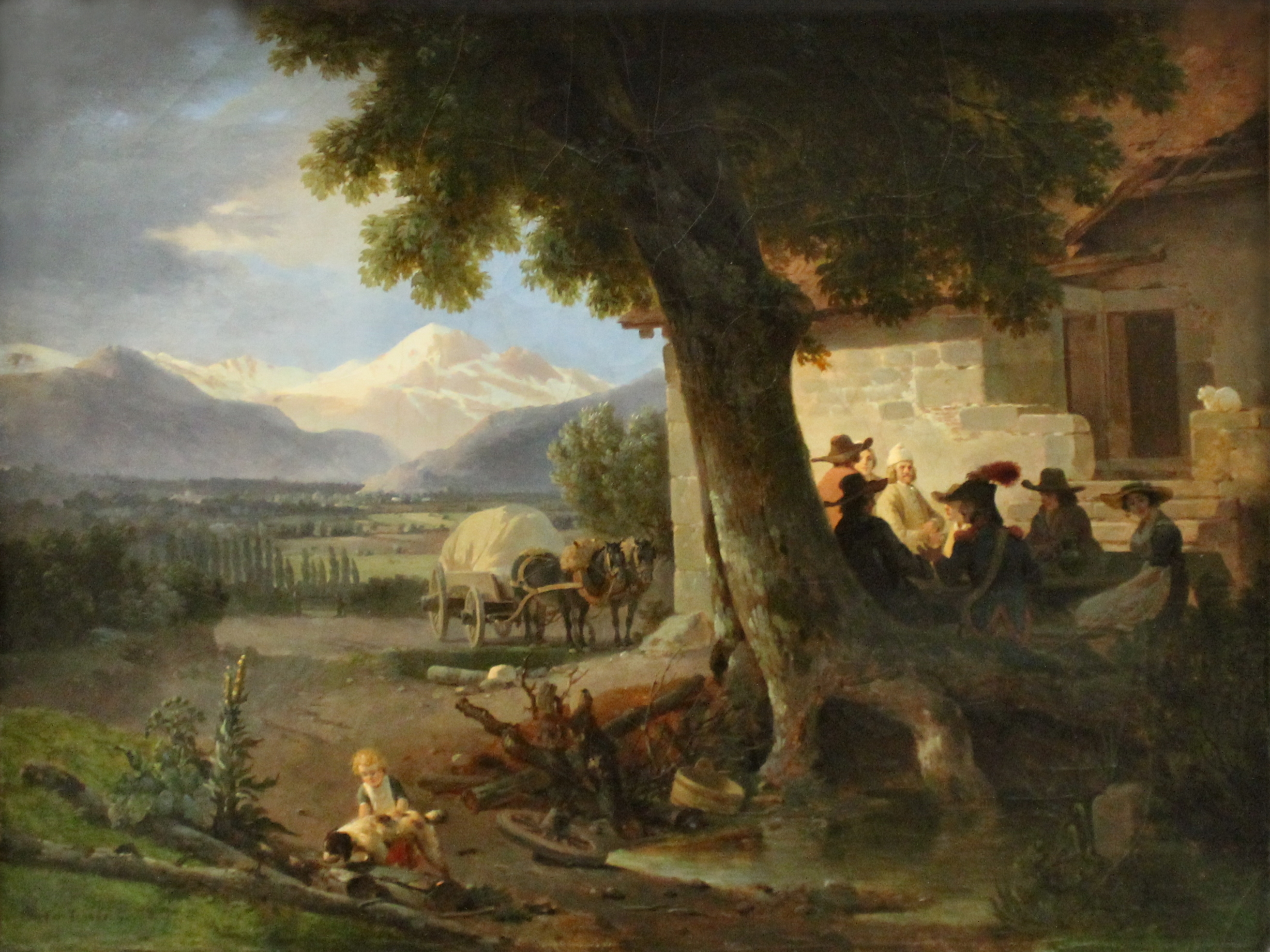
Vista del Mont Blanc des de Ginebra

Quan va tornar a casa l'any 1789, va trobar la ciutat convulsa pels efectes de la Revolució Francesa i no va poder trobar feina regular, així que va fer tot el possible per viure de l'ensenyament de dibuix i fent algun retrat ocasional. Va fer una exposició d'aquests l'any 1792, després va acompanyar el pintor Pierre-Louis de La Rive en els seus viatges, interessant-se pels paisatges i el que més tard s'anomenaria pintura a l'aire lliure.
En els primers anys del segle xix, quan la situació política s'havia acomodat una mica, les seves obres van començar a tenir èxit, sobretot a l'estranger. Alguns dels seus quadres van ser comprats per l'emperadriu Maria Feodorovna i l'antiga emperadriu Joséphine de Beauharnais. El 1812, va rebre una medalla d'or al Saló de París. Es va convertir en caricaturista i dibuixant polític durant els darrers anys de l'ocupació francesa i de vegades va ser anomenat el "Hogarth de Ginebra". Durant un temps, alguns dibuixos d'aquesta època van ser atribuïts erròniament al seu fill.
Va fer que la seva filla es casés amb un ric col·leccionista d'art i, després de quaranta anys d'ensenyar i presidir la societat d'art, va morir ell mateix ric a l'edat avançada de 81 anys, sobreviscant al seu fill encara més famós per més d'un any.

## Galleria

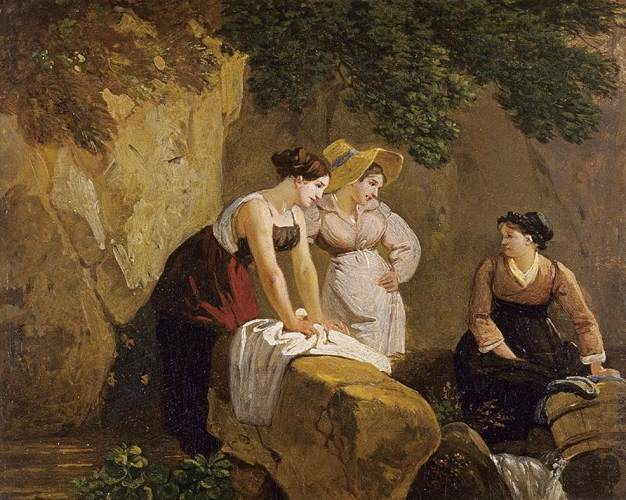
Lavandaie
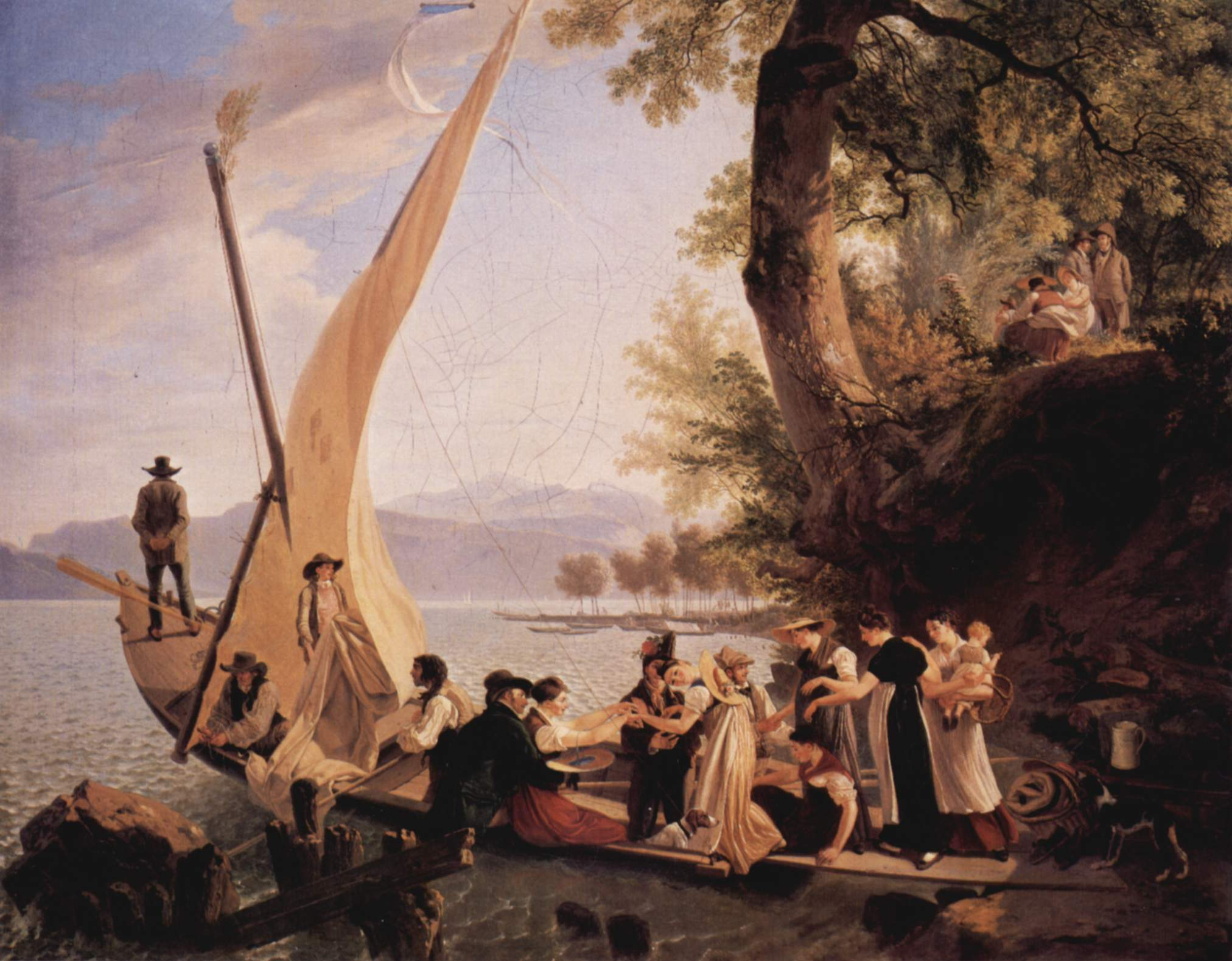
La barca delle nozze
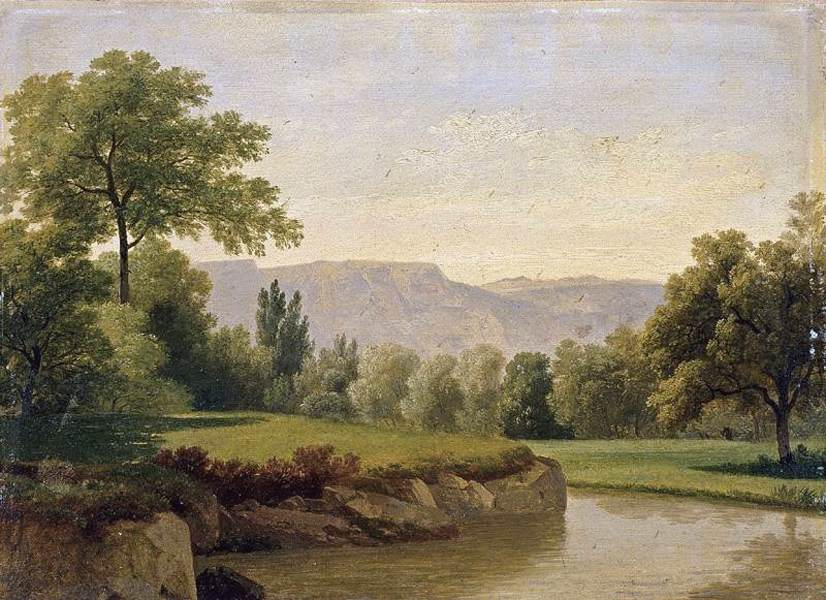
Paesaggio fluviale
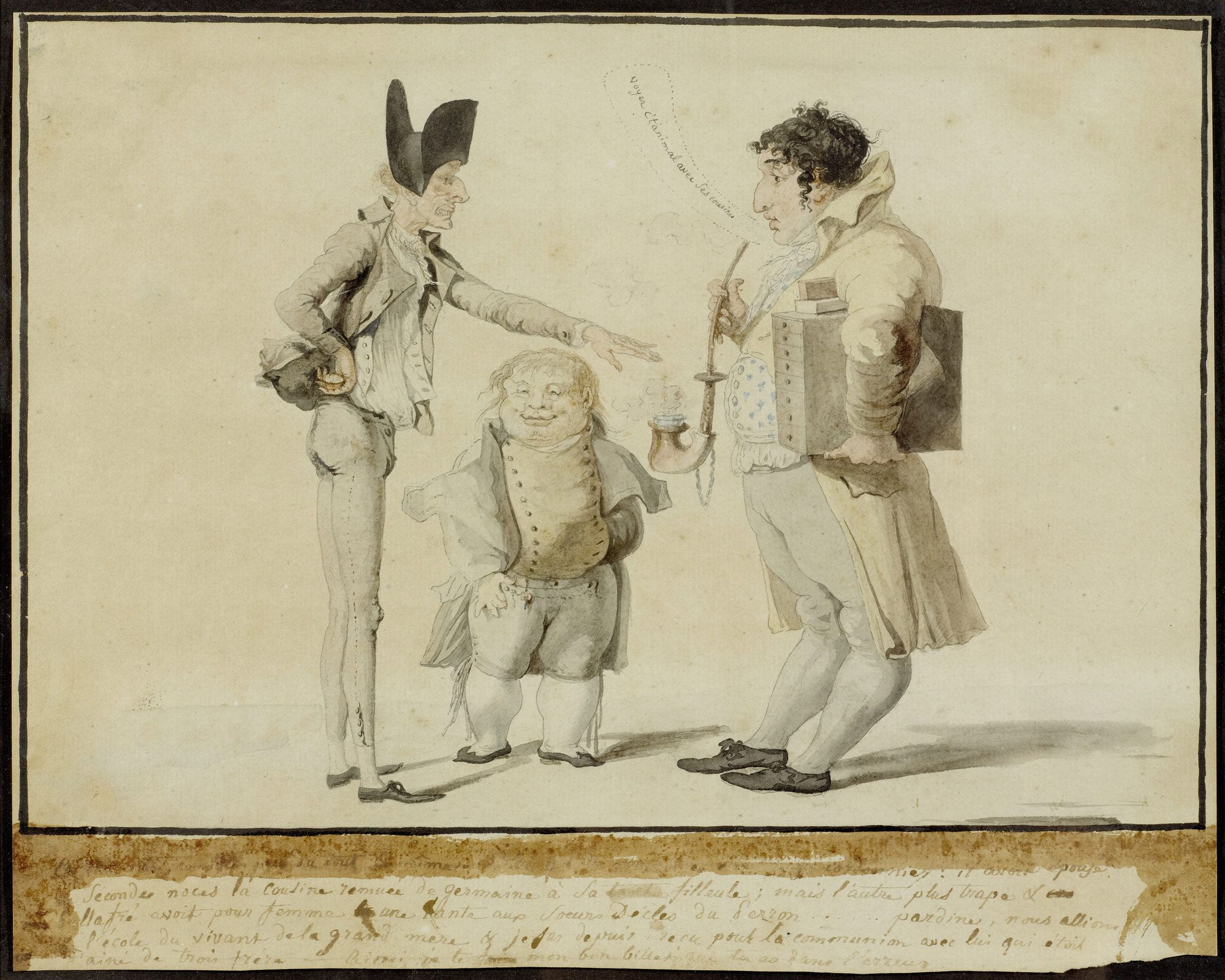
Caricatura